# Niebieskooka zabójczyni
Niebieskooka zabójczyni (ang. Blue Eyed Butcher) – amerykański film kryminalny z 2012 roku w reżyserii Stephena Kaya.

## Opis fabuły
Houston w Teksasie. W ogródku zostają znalezione zwłoki Jeffa Wrighta (Justin Bruening). Autopsja wykazuje, że mężczyźnie zadano blisko dwieście ciosów nożem. Wkrótce policja zatrzymuje żonę mężczyzny Susan (Sara Paxton) pod zarzutem zabójstwa. Na jaw wychodzą mroczne sekrety rodziny.

## Obsada
- Sara Paxton jako Susan Wright
- Justin Bruening jako Jeff Wright
- Lisa Edelstein jako Kelly Siegler
- Michael Gross jako Ron Wright
- W. Earl Brown jako Thomas Dean